# ルイス・キャロル
ルイス・キャロル（Lewis Carroll [ˈluːɪs ˈkæɹəɫ], 1832年1月27日 - 1898年1月14日）は、イギリスの数学者、論理学者、写真家、作家、詩人。
本名はチャールズ・ラトウィッジ・ドジソン (Charles Lutwidge Dodgson [ˈt͡ʃɑːɫz ˈlʌtwɪd͡ʒ ˈdɒdʒsən]) で、作家として活動する時にルイス・キャロルのペンネームを用いた。このペンネームは "Charles Lutwidge" をこれに対応するラテン語名 "Carolus Ludovicus" に直し、再び英語名に戻して順序を入れ替えたものである。なお、 "Dodgson" の実際の発音は「ドジソン」ではなく「ドッドソン」に近いという説もあるが、この記事では慣例に従い「ドジソン」と表記する。
作家としてのルイス・キャロルは、『不思議の国のアリス』の作者として非常によく知られている。「かばん語」として知られる複数の語からなる造語など、様々な実験的手法で注目されている。数学者としては、チャールズ・ドジソン名義で著作を出している。
キャロルの作品は出版以来人気を博し続けており、その影響は児童文学の域に止まらず、ジェイムズ・ジョイスやホルヘ・ルイス・ボルヘスのような20世紀の作家らにも及んでいる。

## 生い立ち

### 家系
ドジソンの一族はアイルランド系の血を含む北部イギリス人である。保守的な英国国教徒であるドジソンの先祖の大半は、軍人か聖職者という英国の上層中産階級における2つの伝統的職業に従事していた。ドジソンの曽祖父である同名のチャールズ・ドジソンは主教であった。また同じく同名の祖父チャールズは陸軍大尉だった。この祖父は1803年に、2人の息子がほとんど赤ん坊の頃、戦死した。
この息子たちの内、父の名を継いだ兄のチャールズは聖職に就き、ウェストミンスター学校からオックスフォード大学のクライスト・チャーチに進んだ。チャールズは数学に対して天賦の才能を示し、2度にわたり首席の成績を収め、大いに将来を嘱望された。チャールズは1827年に従姉妹フランシス・ジェーン・ラトウィッジと結婚し、教区牧師となった。

### 誕生
1832年1月27日、チャールズ・ドジソン（後のルイス・キャロル）は前述の教区牧師チャールズ・ドジソンの長男としてチェシャー州ウォーリントンダーズベリの小さな牧師館で生まれた。チャールズの上には2人の姉がいた。またチャールズの下には8人の弟妹がいたが、女7人、男4人の兄弟姉妹全員が、だれひとり夭折せずに成人となることができた。
父ドジソンは、結婚したために大学での数学の教職（当時は独身が条件であった）を断念したが、聖職者として多くの説教集の出版や、テルトゥリアヌスの翻訳を行い、リッポン大聖堂の大執事に就き、英国国教会を二分した激しい宗教論争に関わるなど、聖職者として出世した人物である。ドジソンは高教会派であり、アングロ･カトリック主義者であり、神学者ジョン・ヘンリー・ニューマンとトラクト運動の賛同者であった。チャールズもまた父の影響を受け敬虔なキリスト教徒であったが、のちに儀礼主義を旨とする英国国教会の指針との間に内心の対立を抱え、以降生涯に渡って宗教的なジレンマを抱え続けたとされる。
チャールズは吃音だった。幼年期のチャールズは、兄弟姉妹とともに家庭内で教育されていて、7歳にして『天路歴程』に目を通した。チャールズが11歳の時に、父はヨークシャー州クロフトに転任し、一家は広々とした教区館に引っ越し、以後25年間にわたり一家はこの教区館で生活した。12歳の時に、チャールズはリッチモンドの小さな私立学校に入学した後、1845年にラグビー校に転校したが、数年後にラグビー校を離れるにあたり、チャールズは以下の文章で苦痛を記している。

「地球上のいかなる報酬も、私の三年間をもう一度繰り返させることはできないでしょう……もし正直に言って構わなければ、夜の煩悶に捕らわれなければ、私の日常の苦労はより耐え得るものとなっていたでしょう」

一方で、数学講師のR・B・メイヤーは「ラグビー校に赴任して以来、彼の年齢で彼ほど有望な少年を見たことがない」と述べている。

### 学究生活
1850年の終りにチャールズはラグビー校を卒業し、休養期間をおいて、1851年1月に父の母校であるオックスフォード大学のクライスト・チャーチ・カレッジに入校したが、47歳だった母フランシスが髄膜炎か脳梗塞と思しき脳炎で死去し、入校の僅か2日後に実家に呼び戻された。
翌年、チャールズは文学士号第1次試験に合格し、父の旧友エドワード・ピュージーから、スチューデントシップ（クライスト・チャーチにおける特別研究員）に指名された。
1854年にクライスト・チャーチを最優秀の成績で卒業した後、同校の数学講師となったチャールズは以降26年間にわたり仕事を続けた。実は卒業後は国教会の司祭職の資格を取ることが入学の条件であったのだが、表向きには「吃音が説教に支障をきたす」ことを主な理由として、背景には上記のようなチャールズ自身の宗教的葛藤を理由として聖職者の資格を取ることを拒み続けたのではないかと推測されている。
また、チャールズはオックスフォードでてんかんと診断された。これは当時の社会では非常に不名誉なことだった。しかし、近年のシカゴ・イリノイ大学てんかん診療所の理事ジョン・R・ヒューズは、チャールズのてんかんは誤診だった可能性を主張している。
マイケル・フィッツジェラルドは、てんかんではなく、自閉症スペクトラム症であったとしている。

## ルイス・キャロルと写真

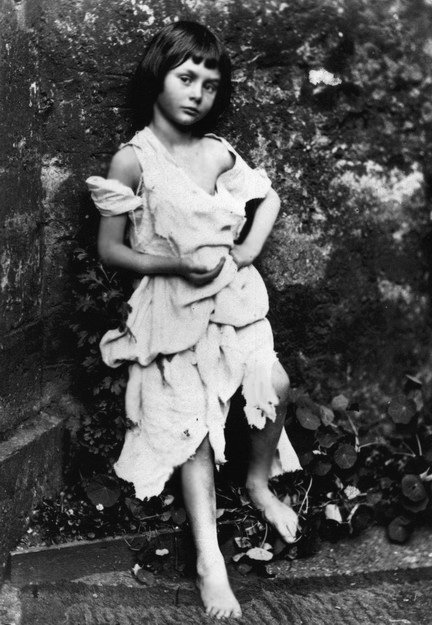
ルイス・キャロルによるアリス・リデルの写真（1858年）

1856年3月18日にチャールズはオックスフォードの学友であるレジナルド・サウジーとともにカメラを購入し、写真撮影を趣味とするようになった。キャロルは、リデル家の少女たちを撮影してまわり、リデル夫人から撮影をやめるように忠告を再三にわたって受け続けたが、撮影し続けた。自分のカメラをリデル家に勝手に置いてゆく始末であった。
チャールズは生涯で300人を超す少女と出会い、彼女らを被写体として写真を撮り続けた。現存するチャールズの写真作品の完全な一覧は、ロジャー・テイラーによる『Lewis Carroll, Photographer』（2002年）ISBN 0691074437 に掲載されているが、テイラーの計算によれば、現存する作品の半分以上は少女を撮影したものである。カメラを入手した1856年のうちにチャールズは、一連のアリス・シリーズのモデルであるアリス・リデル（当時4歳）の撮影を行っている。ただし、後述するように、現存する写真はチャールズの全作品の三分の一に満たない。
チャールズのお気に入りの被写体はクシー（Xie）ことアレクサンドラ・キッチンであった。クシーが4歳から16歳までの期間にわたり、約50回の撮影を行っている。1880年にチャールズは16歳のクシーの水着写真を撮影する許可を取り付けようとしたが、これは許されなかった。ほぼすべての少女写真では、被写体の名前が写真の角に色付きインクで記されている。
チャールズの作品の中には、少女たちに中国人風やギリシャ人風、物乞い風など様々な衣装を着せて撮影された、今日でいうところのコスチューム・プレイの写真が多数含まれている。

### 少女ヌードの撮影
チャールズは少女たちのヌード写真も多数撮影したと考えられているが、それらの写真の大半はチャールズの存命中に破棄されたか、モデルに手渡されて散逸したと推測されている。これらのヌード写真は長い間失われていたと考えられていたが、6枚が発見され、その内の4枚が公開されている。
チャールズが少女ヌードを撮影していた理由としては、チャールズがロマン主義の影響を強く受けており、神に最も近い純粋無垢な存在として裸の少女たちを見ていたのではないかとの指摘がある。一方で、彼の少女ヌードの撮影やスケッチは、後の章で述べるように、長らくチャールズを小児性愛者であるとの推測に結び付けてきた。

### 社交術としての写真
チャールズは、写真術が上流の社交サークルへのデビューに役立つのにも気付いた。ドジソンは彼個人の写真館を所有し、ジョン・エヴァレット・ミレー、エレン・テリー、ダンテ・ゲイブリエル・ロセッティ、ジュリア・マーガレット・キャメロン、アルフレッド・テニスンらの肖像写真を撮影している。チャールズはまた、多くの風景写真や骨格標本写真も撮影した。

### 写真趣味の終焉
チャールズは1880年に唐突に写真術をやめてしまった。24年の間に、チャールズはこの表現手法を完全に習得し、クライスト・チャーチの中庭には彼自身の写真館を持ち、約3000枚の写真を撮影していた。これらの写真の内、1000枚足らずが破損を免れて現存している。チャールズは毎日数時間を費やして、個々の写真の撮影状況に関する詳細な記録を書き残していたが、この記録は失われてしまった。
モダニズムの到来に伴う時代の移り変わりにより、1920年代から1960年代まで、写真家としてのチャールズは忘れ去られていた。現在では、ドジソンは近代の芸術写真に大きな影響を及ぼしたヴィクトリア期における優れた写真家の一人と見なされている。

## 人物
若い頃のチャールズ・ラトウィッジ・ドジソンは、カールした茶色の髪と青い目を持ち、身長約5フィート11インチ（約180センチ）のすらっとしてハンサムな夢見心地な表情の青年だった。17歳の終りの頃に、ドジソンは重い百日咳を患い、右耳の聴力に障害を負った。おそらくこの百日咳は、彼の後の人生における慢性的な肺の弱さの原因となった。ドジソンが成人期まで引きずった唯一の明らかな欠点は、彼自身が「ためらい（hesitation）」と名付けていた吃音癖だった。この性癖は幼少期に身につき、生涯にわたりドジソンの悩みの種となった。
吃音はキャロルを取り巻く神話の重要な一部である。ドジソンが吃音を起こしたのは大人との交際の時のみであり、子供相手には自由にすらすらと喋れたというのがキャロル神話の一つだが、この主張を裏付ける証拠は存在しない。ドジソンと面識のあった多くの大人が彼の吃音に気付かなかった一方で、多くの子供が彼の吃音を記憶している。ドジソンの吃音は紋切り型の大人の世界への恐怖に由来するものではなく、生来のものだった。ドジソン自身は、彼が出会ったほとんどの人々よりも自分の吃音を深く気にしており、『不思議の国のアリス』においては、発音しにくい彼のラスト・ネームをもじった「ドードー」として、自分自身を戯画化している。吃音癖はしばしばドジソンに付きまとい彼を悩ませてはいたが、社交生活における他の長所を打ち消すほどひどい物ではなかった。
ドジソンは生まれつきの社交性と強い自己顕示欲を持っており、周囲の注目を引きつけ称賛されることに喜びを覚えていた。人々が社交上の技術として、彼ら自身の娯楽のための歌唱や詩の朗誦が求められていた時代、若いドジソンは魅惑的な芸人としての技術を身に備えていた。ドジソンは聴衆の前で歌うことを恐れてはおらず、それなりの歌唱力を持っていた。ドジソンは物真似と物語の達人でもあり、彼のジェスチャーゲームは好評を博していた。
ドジソンは社会的にも野心家であり、作家か画家として何らかの方法で世間に才能を示すことを切望していた。ドジソンが最終的に写真術に転向したのは、画家としての才能が不十分だと自覚したためと考えられる。あるいはドジソンの学者として成し遂げた業績は、彼が芸術の分野で達成することを望んでいた成功を、埋め合わせるためのものだった可能性も考えられる。
初期の創作と『不思議の国のアリス』の成功の間の期間に、ドジソンはラファエル前派の社交サークルに入会した。ドジソンは1857年に美術評論家ジョン・ラスキンと知り合い、親しい友人となった。ドジソンは画家ダンテ・ゲイブリエル・ロセッティと家族ぐるみの親密な交際を行い、ウィリアム・ホルマン・ハント、ジョン・エヴァレット・ミレー、アーサー・ヒューズといった画家達の知り合いでもあった。ドジソンは幻想作家のジョージ・マクドナルドとも知り合い、ドジソンが『アリス』の原稿を出版社に送る決心をしたのは、マクドナルドの娘の熱心な勧めによるものだった。

## 創作
創作の分野において、キャロルは詩や物語を執筆して多数の雑誌に寄稿し、それなりの成功を収めていた。1854年から1856年の間に、キャロルの作品は『The Comic Times』誌と『The Train』誌のような国民的雑誌や、『Whitby Gazette』誌や『Oxford Critic』誌のような、より小規模な雑誌に掲載された。
キャロルの作品の大半はユーモラスなものであり、しばしば風刺的だった。しかし、キャロルの目標と志は遥かに高い所にあった。1855年7月にキャロルは、「私はまだ、（『Whitby Gazette』や『Oxonian Advertiser』での作品も含め）本当に出版に値するものを書いたとは思っておりません。しかし、いつの日か出版に値するものを書くことを諦めてはおりません」と書いている。『不思議の国のアリス』出版の数年前から、キャロルは子供向けの本によって収入を得るという考えを暖めていた。年を経るにつれ、この考えは洗練されていった。しかし、金銭的収入に向けられたキャロルの抜け目のない心は、常にこの考えにとどまり続けた。
1856年に、キャロルは後に有名になるこの筆名で書かれた最初の作品を発表した。『The Train』誌に発表された Solitude（孤独）と題された短い詩の上に、「Lewis Carroll（ルイス・キャロル）」の名前が記された。この筆名は彼の本名のもじりである。「Lewis」は「Lutwidge（ラトウィッジ）」のラテン語名の「Ludovicus」を、「Carroll」は「Charles（チャールズ）」のラテン語名の「Carolus」を、それぞれ英語化したものである。

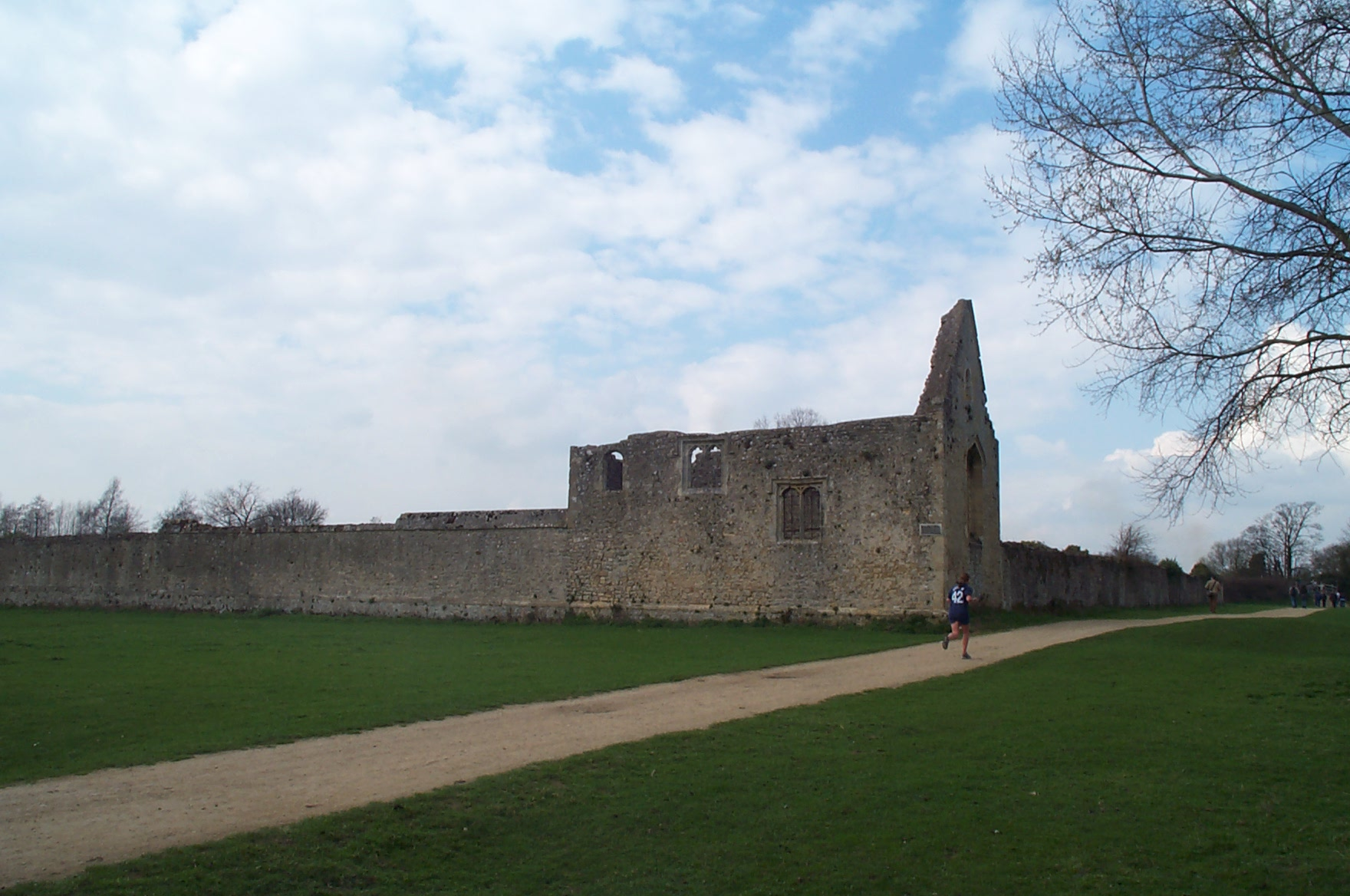
オックスフォードにあるゴッドストウ尼僧院の廃墟

同年に、新しい学寮長であるヘンリー・リデルが、妻子を伴ってクライスト・チャーチに転任してきた。リデルの家族は、その後何年ものあいだドジソンの作家人生に重要な影響をおよぼした。キャロルはリデル家、特にロリーナ、アリス、イーディスの3姉妹と親しく交際した。ゴッドストゥやニューナムでのリデル三姉妹を連れてのボート遊びは、一種の習慣となっていた。
1862年7月4日、ドジソンはリデル3姉妹および友人ロビンソン・ダックワースとの、アイシス川へのピクニックの途上において、のちにふりかえってみると彼にとって最初で最大の商業的成功をもたらすことになる、ある物語の筋書きを生み出した。最初の『アリス』の物語である。このとき口頭で語った物語を、ドジソンはアリス・リデルから「私のために書いてください」と文章に書き起こすようにせがまれた。下書きの執筆は第2回ロンドン万国博覧会見物のための列車内で行われ、1863年2月10日に本文が完成した。1864年9月13日に書き上げられた手書きの挿絵を添え、 同年11月26日に「親愛なる子へのクリスマスプレゼントとして、夏の日の思い出に贈る」との献辞と共に、『地下の国のアリス』と題された肉筆本がアリスに贈られた。後にドジソンはその写本をマクミラン社に示し、直ちに好意的な反応を得た。公刊にあたり、ドジソンは『アリス』の本文を1万2715語から2万6211語へと書き足した。仮題の『Alice Among the Fairies（妖精の国のアリス）』と『Alice's Golden Hour（アリスの黄金の時間）』が却下された後に、ついに『不思議の国のアリス』は、ルイス・キャロルの筆名により1865年に出版された。今回の挿絵はジョン・テニエルが手掛けた。「（私家版と異なり）公刊される本には専門の画家の腕前が必要」とドジソンは判断したようである。
『不思議の国のアリス』の即時的かつ驚異的な成功により、著者の人生はドジソンとしての現実の人生と、ルイス・キャロルの周囲に展開する神話の2つに、事実上二分されてしまった。キャロルは金銭的に成功し、彼の物語によって広く知られるようになったもう一人の人格が作り上げられた。『不思議の国のアリス』の著者として知られている、少女と浮世離れした変人のイメージである。
押しも押されもせぬ名声と富を築き上げる中で、ドジソンは1881年までクライスト・チャーチの教職を続け、死ぬまでそこの住居に留まった。キャロルは1872年に『鏡の国のアリス』を発表し、1876年にはジョイス的な模擬英雄詩『スナーク狩り』を発表した。この本は、アリス以降の重要な子供友達であるガートルード・チャタウェイに捧げられている。1886年12月22日には、『地下の国のアリス』の複製本が5千部出版された 。1889年と1893年には、最後の小説である『シルヴィーとブルーノ』の各巻を発表した。
キャロルは自分が書いた手紙について記録を残しているため、膨大な量の手紙を書いた事が知られている。キャロルは、アリスのレターセットと、パンフレット『手紙を書く際の八、九の心得』を出版している。
ドジソンはまた彼自身の本名により、多数の数学論文や著書を発表している。不思議の国のアリスが好評を博し、ヴィクトリア女王が他の著作も読みたいと依頼したところ、『行列式初歩』という数学書が送られてきて面食らったという逸話が残っている。しかし、キャロル本人はその逸話が事実無根であると否定している。
66歳の誕生日を間近に控えた1898年1月14日、ドジソンはギルフォードにある姉妹の家に滞在中に、インフルエンザから併発した肺炎で死亡した。ドジソンは死後、ギルフォードのマウント・セメタリーに埋葬された。

### 主な作品
- 不思議の国のアリス
- 鏡の国のアリス
- スナーク狩り
- シルヴィーとブルーノ

### その他の主な著書
- An Elementary Treatise on Determinants, 1867, ISBN 141817985X
『行列式初歩』：数学関係ではドジソンの最初の著書[8]。
- Symbolic Logic, Part I. 1897, ISBN 0486204928; Part I Ii, 1977, ISBN  0517523833
『記号論理学』：第1巻は1897年刊行、残りを収録したバージョンは1977年に刊行[9]。
- Pillow Problems, ISBN 0486204936
『枕頭問題集』（ちんとうもんだいしゅう）　柳瀬尚紀訳　朝日出版社、1978年。
『ルイス・キャロル解読　不思議の国の数学ばなし』　細井勉著訳　日本評論社、2004年。ISBN 4-535-78500-7
- Euclid and his Modern Rivals, 1879, ISBN 0486495663
「ユークリッドと現代の好敵手たち」（柳瀬尚紀編訳　『不思議の国の論理学』　筑摩書房〈ちくま学芸文庫〉、2005年、ISBN 4-480-08923-3、175-230頁、抄訳）
『ユークリッドと彼の現代のライバルたち』（細井勉訳・解説　日本評論社、2016年、ISBN 978-4-535-79803-8、初の日本語全訳）
- The Alphabet Cipher
「アルファベット暗号法」（柳瀬尚紀編訳　『不思議の国の論理学』　筑摩書房〈ちくま学芸文庫〉、2005年、ISBN 4-480-08923-3、122-127頁）
- What the Tortoise Said to Achilles.
「亀がアキレスに言ったこと」（柳瀬尚紀編訳　『不思議の国の論理学』　筑摩書房〈ちくま学芸文庫〉、2005年、ISBN 4-480-08923-3、16-23頁）
- Hiawatha's Photographing (a parody of The Song of Hiawatha)

## 発明
ルイス・キャロルは当時の様々な技術的問題についても関心を示していたと考えられる。キャロルが新技術を理解し使用できたという事実は、彼のカメラの使用によって裏付けられている。当時のカメラは、現在のような扱いやすい装置ではなかった。
これらの発明の内の一つが、1891年9月24日のキャロルの日記に見られる「ニクトグラフィ (Nyctography)」と呼ばれる筆記法と、そのための道具ニクトグラフである。この発明は、キャロルが夜間に思い付いたアイデアでもそれを書き留めるまでは眠りに就くことができなかったにもかかわらず、ベッドに戻るまでに照明の点灯などのわずらわしい手順を嫌ったことから生まれた。キャロルが発明したのは格子状に正方形の穴が配列されたカードだった。このカードの左上の穴を通して点を書き、他の穴へと点を書き進めていくことにより、書き手は彼の望む文字や数字のようなシンボルを表現することができた。ニクトグラフィによる文章が現存しないことから、この方法は長い文章には用いられなかったと思われる。しかし、キャロルがニクトグラフィによる短いメモを書き止めておき、後に日記の文章として書き直した可能性は充分に考えられる。
またキャロルは、ワード・ラダーと呼ばれる単語パズルも考案している。

## 少女愛者説
少女への飽く事なき関心や、多くの「子供友達」の存在、オスカー・ギュスターヴ・レイランダーによる初期の児童写真の蒐集、少女俳優制度の改革以前のロンドン劇場への愛着、少女のヌード写真やセミヌード写真あるいはスケッチといったキャロルの作品に関わる心理分析は、キャロルが少女愛者（ロリータ・コンプレックス）だったとの憶測を呼び起こしている。
キャロルはその作品と人生から少女愛者として考えられ伝えられる事が多い。『ロリータ』の作者ウラジーミル・ナボコフも彼の作品と人生に影響を受けており、ナボコフはルイス・キャロルを「最初のハンバート・ハンバート（『ロリータ』の主人公の中年男）」と呼んでいる。
当時は児童のヌード写真は珍しいものではなかったとの主張により、議論はさらに複雑になっている。ヴィクトリア期におけるキャロル以外の著名な児童ヌード写真撮影家としては、ジュリア・マーガレット・キャメロンやフランシス・メドウ・サトクリフがいる。
「キャロル神話」と名付けられたキャロライン・リーチによる物議を醸した調査報告によれば、ドジソンを少女愛と関連付けた最初の発想は、1932年のラングフォード・リードによる『The Life of Lewis Carroll』の中で現れる。リーチによれば、キャロルと少女達の友情は、彼女らが思春期、すなわち1870年代のイギリスにおいては16歳前後の年齢に達すると共に、常に終りを告げたと最初に述べたのはリードだった。ただしリードの主張は、あくまでキャロルが肉欲によって汚されていない、純粋な男性だった事を強調するためのものだった。ドジソンが思春期以降の女性には興味を持たなかったとする主張は、後の伝記作家らによって受け継がれた。ドジソンの遺族らがドジソンの日記や手紙類を公開することを拒否したため、これらの伝記作家は、その主張と相反する資料には気付かないままだった。
大人の世界を拒絶し、子供らとの交際に専念するドジソン像は、フローレンス・ベッカー・レノンによる『Victoria Through the Looking-Glass』（1945年）や、後世のキャロル像に大きな影響を与えたアレキサンダー・テイラーの『The White Knight』（1952年）においても、主張され続けてきた。ドジソン少女愛者説の一つとして伝えられている、キャロルが13歳のアリス・リデルに求婚したという逸話は、後述するリーチの研究によれば、「キャロルは一種のピーター・パンだった」という仮説を提示したフロレンス・ベッカー・レノンの伝記により広められた。しかし、この逸話を裏付ける一次資料は存在しない。
これらのドジソン像は、ドジソンの子供に向ける関心が無垢なものと解釈するか、小児性愛的なものと解釈するかの違いにより、別の傾向を帯びた。この後、主にジャーナリズムの世界で俗流のフロイト風解釈により「少女愛者」像が生まれた。
ドジソンの少女愛者説は1995年のモートン・コーエンによる『Lewis Carroll, a Biography』により再提起させられた。コーエンは、ドジソン自身は彼の少女ヌード写真を審美的な物と主張していたが、ドジソン自身も自覚しない少女に対する情緒的な愛着を、ドジソンは抱いていたと述べている。
コーエンは更に撮影に際して少女の母親が同席するよう求められていたことに着目し、ドジソンが「彼自身の過ちに対する保険」としてこれらの用心策を用いていたのではないかと、前掲書228-229ページで疑問を呈している。コーエンは「ドジソンの少女ヌード写真は多くの友人から、なんらのエロチシズムも感じさせないと納得されていたもの」であることを認めつつも、続けて「後の世代はその表層の下にあるものを見た」と付け加えている。
少女のヌード写真に関わるドジソンの揉め事についての唯一の記録は、ドジソンとメイヒュー一家についてのものである。1879年にドジソンはオックスフォードの学僚であるアンドリュー・メイヒューに対して、コーエンが言うところの「いくつかの興味をそそられる手紙」を書き送っている。コーエンの記述によれば、ドジソンは他の大人の立会いなしで、メイヒュー家の6歳と11歳と13歳の三人の娘たちのヌード写真を撮影する許可を求めようとした。メイヒューの両親はそれ以前はドジソンによる娘らの撮影を認めていたにもかかわらず、この申し出を拒絶した。更にコーエンはこれと同時期に、ドジソンとメイヒュー一家が「突然の絶縁状態」に陥ったことを注記している。リーチはこの問題は幼い妹たちの撮影によるものではなく、ドジソンが年長の姉の体を正面から撮影しようとしたことによるものと主張している。

### キャロライン・リーチの研究および「キャロル神話」
ドジソンの性的傾向に関する新たな分析は、キャロルの伝記の変遷についての研究を含む、キャロライン・リーチの『In the Shadow of the Dreamchild』（1999年）の中で現れた。リーチは「ドジソンが少女愛者であるとする主張は、ドジソンが成人女性に興味を持たなかったという伝記作家による誤まった見解と共に、ヴィクトリア期の倫理観に対する無理解から生まれたもの」と主張している。リーチはこの単純化された架空のドジソン像を、「キャロル神話」と命名した。
リーチの述べるところによれば、一次資料を参照する限りでは実際のドジソンの生活は巷間に受け入れられている伝記中のイメージとは全く異なるものだった。現実のドジソンは大人の女性に対しても強い関心を抱いており、既婚や独身の多くの女性との交際を楽しんでいた。これらの女性の多くは、成人後もドジソンとの良好な関係を続けていた「子供友達」だった。これにより、ドジソンが14歳以上の女性に興味を持たなかったとする説は完全に論破された。キャサリン・ロイド、コンスタンス・バーチ、エディス・シュート、ガートルード・トムソンらの女性は成人してからドジソンと出会い、親密な友情を築き上げている。当時の大学教員は教会の聖職者の扱いであり、子供と親しいことよりも、大人の女性と親しいことがスキャンダルとなった。ドジソンの遺族らが故人の評判に配慮して、前述の成人女性との交際のあらゆる記録を長年にわたり隠匿したことから、ドジソンは子供にしか興味を持たなかったという誤まったイメージが生まれた。その結果、ドジソンは少女愛者だったという主張が広まった。このリーチの主張は、いくつかの古典的なドジソン少女愛者説を否定するのに貢献した。
リーチの主張は以下の通りである。ドジソンの社会的な不名誉は、子供のヌードモデルの使用よりも、むしろ年長のモデルに対する水着や慎みに欠ける衣装の着用の要望により引き起こされたものである。これらの露出度の高い衣装を着用した年長のモデルの写真がすべて破棄されたために、少女の写真だけが批評の対象として残された、という。
『Victorian Studies』（Vol.43, No.4）での批評において、ドナルド・ラッキンは、「一個の学術的研究として、キャロライン・リーチの『In the Shadow of the Dreamchild』を真剣に受け止めることは困難である」と評している。In the Shadow of the Dreamchildにおいてキャロライン・リーチの唱えた説は、大きく二つに分かれる。一つは、キャロルの少女愛者像を否定するもので、もう一つはリデル学寮長夫人とキャロルが一種の愛人関係にあったというものである。後者の愛人説は反論も多く、まともな学説として受け入れられている状態とは言い難い。しかし前者の小児性愛者でなかったという前提そのものは、エドワード・ウェイクリングやダグラス・R・ニッケルなどの多くの研究家に支持されている。2003年10月にレンヌで行われた、第2回国際ルイス・キャロル会議では、キャロルの「少女愛者」像は、はっきり「神話である」と扱われている。

### 写真関連
- 写真集『ルイス・キャロル』渡辺滋人訳、創元社「ポケットフォト」、2012年。ISBN 4-422-70092-8
- 高橋康也『ヴィクトリア朝のアリスたち　ルイス・キャロル写真集』新書館、新版2003年。ISBN 4-403-01042-3
- ジョン・パドニー『アリスのいる風景　写真でみるキャロル伝』石毛雅章訳、東京図書、1989年
- ヘルムット・ガーンズハイム『写真家ルイス・キャロル』人見憲司・金沢淳子訳、青弓社・写真叢書、1998年

### 伝記
- モートン・N・コーエン『ルイス・キャロル伝』上下、高橋康也監訳、河出書房新社、1999年
- エドワード・ウェイクリング『ルイス・キャロルの実像』楠本君恵ほか監訳、小鳥遊書房、2020年